# 11752 Masatakesagai
11752 Masatakesagai este o planetă minoră (asteroid), cu un diametru de 4,908 km, din centura de asteroizi. A fost descoperită pe 23 iulie 1999 la Nanyo Observatory⁠(d) de 大国富丸⁠(d). 
Obiectul prezintă o orbită caracterizată de o semiaxă mare de 2,5844536 UAi, o excentricitate de 0,17, o înclinație de 14,39447 ° în raport cu ecliptica.